# Schwimmschule mit öffentlichem Bad und Waschhaus (Armentières)

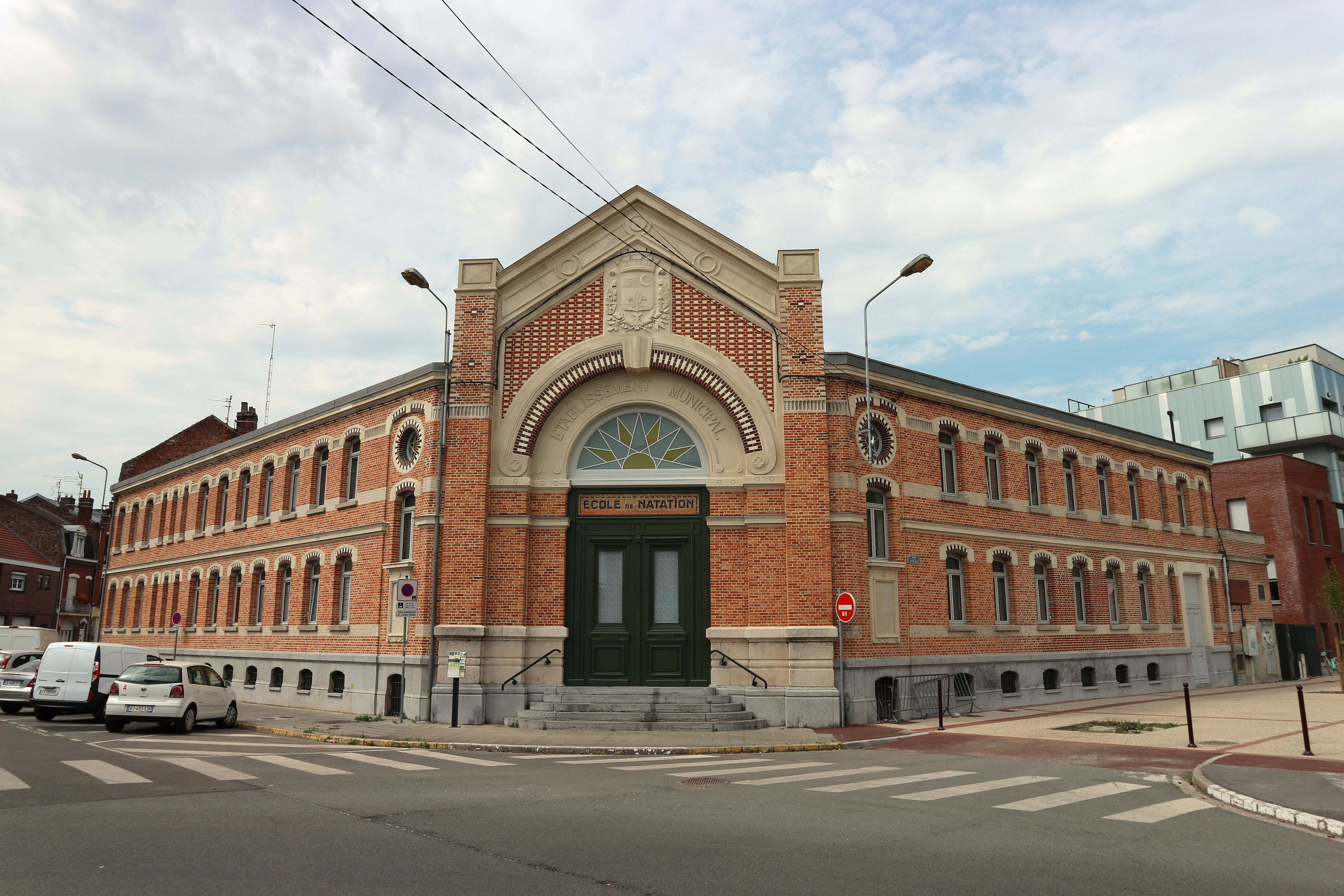
Schwimmschule mit öffentlichem Bad und Waschhaus in Armentières

Die Schwimmschule mit öffentlichem Bad und Waschhaus in Armentières, einer französischen Stadt im Département Nord in der Region Hauts-de-France, wurde 1890/91 errichtet. Das Gebäude an der Place Victor-Hugo Nr. 12 wurde 2003 als Monument historique in die Liste der Baudenkmäler in Frankreich aufgenommen.
Die Schwimmschule mit Badehaus und Waschhaus wurde nach Plänen von Philippe Edmond errichtet. Sie war eine der ersten Einrichtungen dieser Art in Frankreich. Das Gebäude an einer Kreuzung wurde nach der Zerstörung im Ersten Weltkrieg 1923 wieder aufgebaut. Der Badebetrieb wurde 1998 eingestellt. Von 2015 bis 2018 wurden die zwei Seitenflügel für Wohnzwecke umgebaut und die rückwärtige Schwimmhalle abgebrochen.